# Malá Morávka
Malá Morávka település Csehországban, Bruntáli járásban. Malá Morávka Loučná nad Desnou, Světlá Hora, Ludvíkov, Rudná pod Pradědem, Stará Ves, Václavov u Bruntálu, Vrbno pod Pradědem, Karlova Studánka, Dolní Moravice és Vernířovice településekkel határos. Lakosainak száma 658 fő (2024. január 1.).

## Népesség
A település lakosságának változását az alábbi diagram mutatja:
| Lakosok száma | 2106 | 2317 | 1796 | 1027 | 816  | 754  | 668  | 659  | 636  | 658  |
|               | 1869 | 1890 | 1921 | 1950 | 1980 | 2001 | 2017 | 2019 | 2022 | 2024 |